# Communistische Revolutionaire Partij van Frankrijk
De Communistische Revolutionaire Partij van Frankrijk (Frans: Parti communiste révolutionnaire de France, afgekort PCRF) is een Franse marxistisch-leninistische partij opgericht in 2016.

## Geschiedenis

### Voorgeschiedenis
Aanvankelijk werd in 1991 de Coordination Communiste pour la Continuité Révolutionnaire et la Renaissance Léniniste du PCF (CC) opgericht als een interne factie van de Parti communiste français (PCF) door de orthodoxe marxistisch-leninistische leden van de partij. In 1994 werd hun persorgaan Intervention Communiste (IC) gelanceerd. Tijdens de vierde nationale conferentie van de factie splitste een minderheidsgroep onder leiding van Georges Gastaud zich af en richtte de Coordination des Militants Communistes du PCF pour sa Continuité Révolutionnaire et sa Renaissance Léniniste (CMC) op, die binnen de PCF bleef en uiteindelijk zou uitgroeien tot de Pôle de renaissance communiste en France (PRCF).
De meerderheid verliet de PCF en richtte de Coordination Communiste pour la Reconstruction d'un Parti Communiste Révolutionnaire (CC) op, onder leiding van Jean-Luc Sallé en Maurice Cukierman, die uiteindelijk in 2004 de Union Révolutionaire Communistes de France (URCF) zou vormen.

### PCRF
In 2016 fuseerden Intervention Communiste en de URCF tot de PCRF.
Secretaris-generaal Maurice Cukierman stierf op 24 juli 2020. Op 29 augustus koos het centraal comité unaniem Pierre Komorov (PK) als de nieuwe secretaris-generaal en Emmanuelle Kraemer als plaatsvervangend secretaris-generaal.

## Ideologie
De PCRF is een anti-revisionistische communistische partij en handhaaft de erfenis van de Sovjet-Unie als een socialistisch land tot aan de Perestrojka-periode tijdens het leiderschap van Michail Gorbatsjov. De partij beschouwt het beleid dat werd geïnitieerd onder het leiderschap van Nikita Chroesjtsjov een stap terug van een socialistisch naar een kapitalistisch systeem, een proces dat doorging tot het leiderschap van Gorbatsjov, tijdens welke periode het kapitalistische regime werd hersteld na de contrarevolutie van 1985-1991. Volgens de PCRF zijn Cuba en Noord-Korea de enige voorbeelden van landen die anno 2024 het socialisme opbouwen. De partij steunt China niet, en beschouwt dat land als een opkomende imperialistische macht. De PCRF ondersteunt de zelfbeschikking van Nieuw-Caledonië en Corsica.

## Verkiezingen
De PCRF nam deel aan de verkiezingen voor de Nationale Vergadering in 2017 en in 2022. In beide gevallen haalde de partij geen zetels.
In 2017 stelde de partij kandidaten op in twee kiesdistricten:
| Kiesdistrict                     | Kandidaat         | Aantal stemmen | %     |
| -------------------------------- | ----------------- | -------------- | ----- |
| Aude, 3e kiesdistrict            | Michel Martin     | 144            | 0,30% |
| Hauts-de-Seine, 13e kiesdistrict | Maurice Cukierman | 115            | 0,22% |

In 2022 stelde de partij kandidaten op in vier kiesdistricten:
| Kiesdistrict                       | Kandidaat                | Aantal stemmen | %     |
| ---------------------------------- | ------------------------ | -------------- | ----- |
| Aude, 3e kiesdistrict              | Michel Martin            | 131            | 0,27% |
| Eure-et-Loir, 2e kiesdistrict      | Emmanuelle Kraemer       | 34             | 0,11% |
| Ille-et-Vilaine, 4e kiesdistrict   | Christian Lohyn          | 156            | 0,33% |
| Seine-Saint-Denis, 2e kiesdistrict | Jean-Christophe Brossard | 151            | 0,86% |